# Pseudastylopsis
Pseudastylopsis es un género de escarabajos longicornios de la tribu Acanthocinini.

## Especies
- Pseudastylopsis albus Pérez-Flores & Santos-Silva, 2021
- Pseudastylopsis nebulosus (Horn, 1880)
- Pseudastylopsis nelsoni Linsley and Chemsak, 1995
- Pseudastylopsis nelsoni australis Linsley & Chemsak, 1995
- Pseudastylopsis pini (Schaeffer, 1905)
- Pseudastylopsis squamosus Chemsak & Linsley, 1986